# ジョン・ローマー
ジョン・ローマー（John E. Roemer、1945年2月1日 - ）は、アメリカ合衆国の経済学者・政治学者。
彼は現在、政治科学と経済学を担当するイェール大学のエリザベス＆ヴァリック・スタウト記念教授の任にある。イェール大学に着任する前はカリフォルニア大学デイヴィス校の経済学部にいた。アカデミズムの世界に入る前には、ローマーは数年間，労働組合のオルガナイザーをつとめていた。
ローマーは、1966年ハーバード大学から首席で数学の学士号を受けた。その後、彼は数学の研究を続けるため，カリフォルニア大学バークレー校の大学院へ進んだが、ベトナム戦争の間、彼が行った政治活動のせいで退学処分となった。最終的には、1974年、バークレー校から経済学の博士号を受けた。

## 分析的マルクス主義
ローマーは当初から左派の経済思想に強い関心を持っていた。彼は分析的マルクス主義者のひとりであり、ジェラルド・コーエンやジョン・エルスターとともにその主唱者のひとりと見なされている。初期の彼の著作には『マルクス派経済理論の分析的基礎』『搾取と階級の一般理論』『価値、搾取、階級』『没落する自由：マルクス派経済哲学入門』などがある。ローマーはこれらの著作を通じて、マルクス主義の理論にゲーム理論的かつミクロ経済学的基礎付けを与える必要を強調した。

## 分配の正義
ローマーはまた分配の正義の研究で有名である。近年，彼は機会均等というトピックに力を注いでいる。『機会の平等』という著作の中でローマーは、社会は，個人の経済的（福祉的）見通しが，その人がどの人種、ジェンダー，経済的階級に生まれたかどうかとは無関係となるよう措置する必要があると論じている。かわりに、人の生活水準は、彼が生きている間の努力にのみ依存するようにすべきである。最近の著作『民主主義、教育、平等』でローマーは、政治的機構としての民主主義は、長期においてさえ、個人の経済的見通しが両親の生活水準や教育水準に依存しないことを保証できないし、それ故我々は機会の平等という公正の概念を実現するためには民主主義にだけ頼ることはできないと主張する。

## 部分的合意ナッシュ均衡と政治経済学
ローマーはまた政治経済学の分野でも新しいアイデアを発展させている。『政治的競争』という著作の中で彼は、伝統的なダウンズ派の政治競争のモデルは、１次元的な政策空間での政治的競争を扱うものであるが、これは、なぜ民主主義の下で貧者による富者からの収奪が行われないかといった多くの疑問に対して十分に答えていないという理由から満足のいくものではないと主張する。
もっとも、多次元政策空間においては、ナッシュ均衡は通常存在しないのであるから、政党がどのような政策を提示してくるかを予見するためには新たな別の手段が必要となる。ローマーは、この問題に対し、部分的合意ナッシュ均衡（Party-Unanimity Nash Equilibrium、PUNE）というコンセプトを通してその解決法を提示した。
ローマー・モデルにおいては、すべての政党は「日和見派」、「過激派」、「改革派」の3つのタイプの派閥で構成されているものとされる。日和見派は、選挙における政党の得票率を最大にすることにしか関心がない。過激派は、平均的な政党の構成員が支持する政策を宣言（そして実行）する。改革派は、日和見派・過激派の目的関数と凸結合となる目的関数を持つ。改革派の存在は、政党がいかなる政策をうち出すかという点に関して何らの影響も与えないとされている。
2つの政党があるとして、ある政党における2つの政策の組み合わせが部分的合意ナッシュ均衡となるのは、元の政策が別の政党から提示されたときに、政党の改革派と過激派が、彼らの元の政策を変更することに一致して合意しない場合である。言い換えると、かりに2つの政策が部分的合意ナッシュ均衡を構成するならば、それは政党が進めた政策から離れることが2つの派閥にとって望ましい（1つの派閥にとっては強く望ましい）状態とはいえない場合である。このような政策の変更について一致することは稀であるため、部分的合意ナッシュ均衡は通常のナッシュ均衡と比べてより存在しやすいものであるといえる。
そのため、多元的均衡という別の問題が生じてくるが、この部分的合意ナッシュ均衡という概念は有用であることが分かっており、ローマーや彼の共著者はこれを人種差別や排外主義といった問題の研究の際に用いている。

## 日本語訳著書
- 『これからの社会主義――市場社会主義の可能性』（青木書店, 1997年）--A Future for Socialism , 1994, Cambridge, MA: Harvard University Pressの翻訳
- 『分配的正義の理論――経済学と倫理学の対話』（木鐸社, 2001年）--Theories of Distributive Justice, 1996, Cambridge, MA: Harvard University Press.の翻訳

## 著書
- Analytical Foundations of Marxian Economic Theory, 1981, Cambridge: Cambridge University Press.
- A General Theory of Exploitation and Class, 1982, Cambridge, MA: Harvard University Press.
- Value, Exploitation, and Class, 1986, Harwood Academic Publishers.
- Free to Lose: An Introduction to Marxist Economic Philosophy, 1988, Cambridge, MA: Harvard University Press.
- Egalitarian Perspectives: Essays in Philosophical Economics, 1994, Cambridge: Cambridge University Press.
- A Future for Socialism , 1994, Cambridge, MA: Harvard University Press
- Theories of Distributive Justice, 1996, Cambridge, MA: Harvard University Press.
- Equality of Opportunity,1998, Cambridge, MA: Harvard University Press.
- Political Competition: Theory and Applications, 2001, Cambridge, MA: Harvard University Press.
- Democracy, Education and Equality , 2006, Econometric Society Monograph Series, Cambridge: Cambridge University Press.